# Verbascum giganteum
Verbascum giganteum es una especie de la familia de las escrofulariáceas.

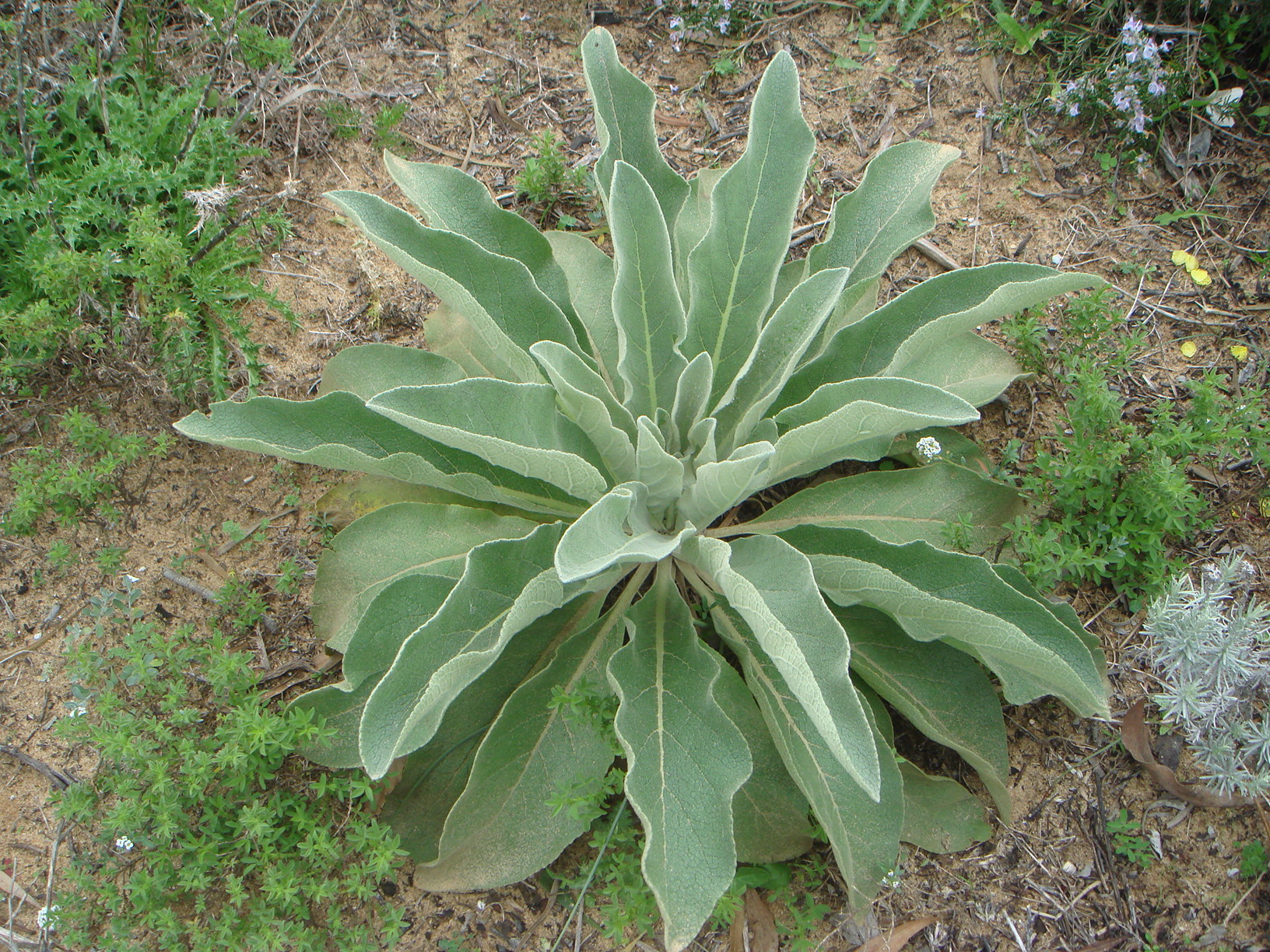
Hojas en roseta

## Descripción
Hierba bienal, sin ramas, erecta de 100 a 150 cm y con una roseta basal de hojas grandes. De un color gris verde claro, la planta entera, incluyendo el fruto, está cubierta por una capa densa de pelos estrellados, que le da un tacto muy suave. Las flores son de color amarillo, y están dispuestas en una espiga larga y densa. Presentan pelos en los bordes de los pétalos. Los 5 estambres de la flor tienen asimismo pelos largos y blancos en sus filamentos.

## Distribución y hábitat
península ibérica. Crece en arenas sueltas de las playas y en el sotobosque de pinares.

## Taxonomía
Verbascum giganteum fue descrita por Heinrich Moritz Willkomm y publicado en Linnaea 25: 51 1852.
Citología
Número de cromosomas de Verbascum giganteum (Fam. Scrophulariaceae) y táxones infraespecíficos: 2n=36
Etimología
Verbascum: nombre genérico que deriva del vocablo latino Barbascum (barba), refiriéndose a la vellosidad que cubre la planta.
giganteum: epíteto latino que significa "gigante".
Sinonimia
- Verbascum murbeckii Sennen
- Verbascum schraderi var. hispanicum Coss. in Bourg.
- Verbascum thapsus subsp. giganteum (Willk.) Nyman
- Verbascum thapsus subsp. martinezii (Valdés) A. Galán & Vicente[5]

## Nombres comunes
- Castellano: belesa, gordolobo, lebesa, manta dos caras, mantas dos caras, mantasdoscaras, oreja de burro, oreja de lobo, orejas de burro, pruebayernos, torcía, verdelobo, yerba belesa.[5]